# Bohdan Staliński
Bohdan Staliński (ur. 29 lutego 1924 w Oszmianie, zm. 26 lutego 1993 we Wrocławiu) – polski fizykochemik, profesor, pracownik naukowy Politechniki Wrocławskiej oraz Instytutu Niskich Temperatur i Badań Strukturalnych PAN, żołnierz AK.

## Życiorys
W trakcie wojny jako żołnierz AK brał udział w wyzwoleniu Wilna. Następnie został siłą wcielony do Armii Czerwonej.
W 1951 ukończył studia na Politechnice Wrocławskiej. Stopień doktora uzyskał w 1956 roku pod kierunkiem prof. Włodzimierza Trzebiatowskiego. W 1958 roku został docentem. Od 1964 roku profesor nadzwyczajny Politechniki Wrocławskiej, w 1972 roku uzyskał tytuł profesora zwyczajnego. Następnie związany z Instytutem Niskich Temperatur i Badań Strukturalnych PAN. Miał istotny wkład w rozwój Instytutu. Od utworzenia w 1966 roku był jego wicedyrektorem, zaś w latach 1975–1983 – dyrektorem. 
Prowadził badania w zakresie fizykochemii ciała stałego. Jako pierwszy w Polsce rozwinął niskotemperaturowe badania kalorymetryczne. Był autorem monografii pt. Magnetochemia, wyd. PWN, 1966. Wypromował 7 doktorów. 

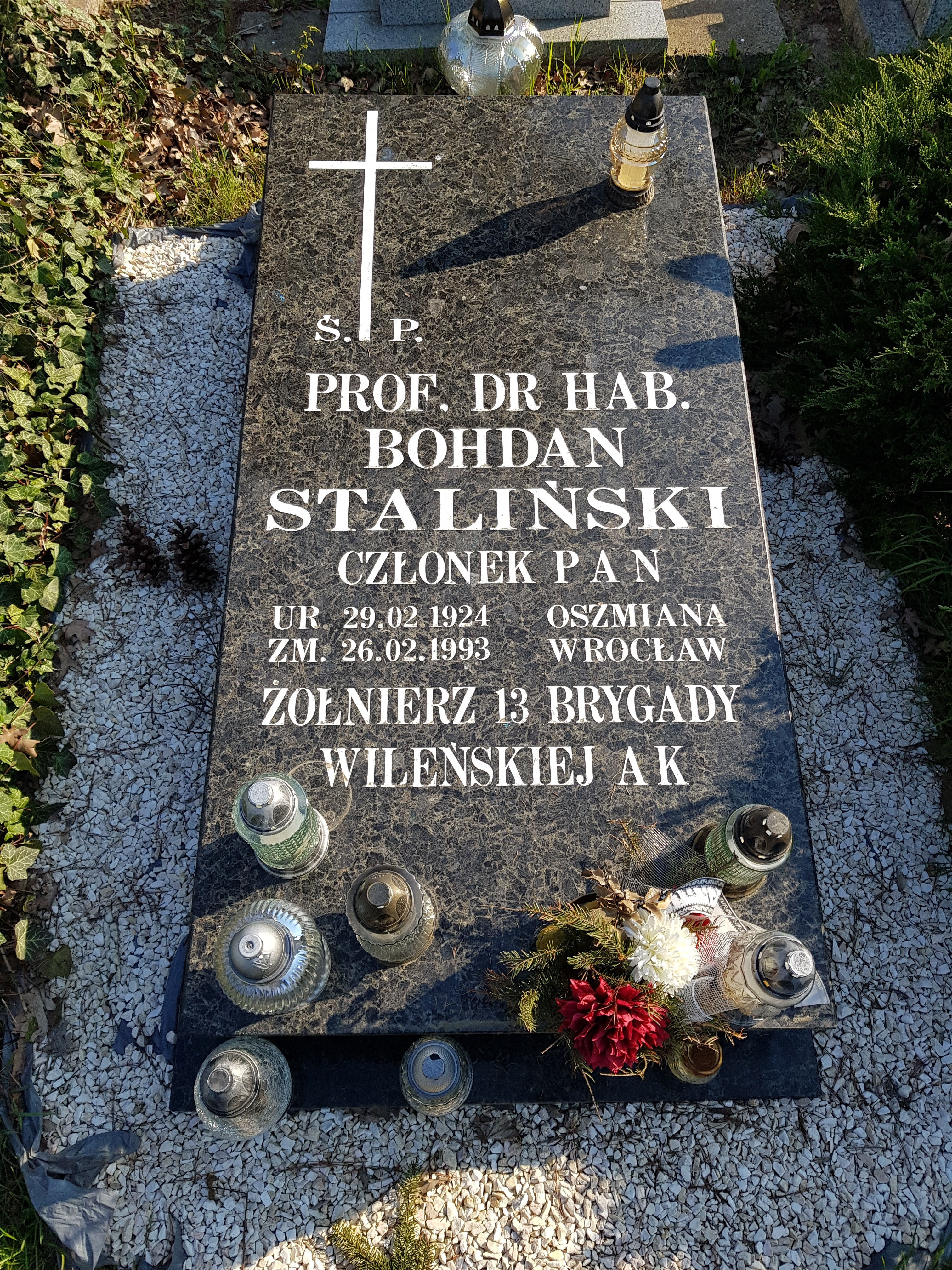
Grób prof. Bohdana Stalińskiego na Cmentarzu Osobowickim we Wrocławiu

W 1969 r. został członkiem korespondentem, a w 1976 r. członkiem rzeczywistym PAN.
Pochowany na Cmentarzu Osobowickim we Wrocławiu.